# Gertrude de Méran
Gertrude de Méranie (en hongrois : Meráni Gertrúd) ou Gertrude d'Andechs, née vers 1185 à Andechs et morte le 24 septembre 1213 aux monts du Pilis, est un membre de la noble famille d'Andechs, fille du comte Berthold IV et d'Agnès de Wettin. Elle est reine consort de Hongrie par son mariage avec André II Árpád de 1205 jusqu'à son assassinat. Elle est la mère de sainte Élisabeth de Hongrie. 

## Biographie
Née au château d'Andechs en Bavière, Gertrude est une fille cadette du comte Berthold IV d'Andechs (1153-1204) et de sa seconde épouse Agnès (1152-1195), fille du margrave Dedo III de Lusace, issue de la maison de Wettin. Elle est la sœur d'Agnès de Méranie (1172-1201), reine de France descendant « en droite ligne de Charlemagne », de sainte Edwige de Silésie (1174-1243), l'épouse du duc Henri Ier le Barbu, et de Berthold de Méran, archevêque de Kalocsa de 1206 à 1218, et patriarche d'Aquilée de 1218 jusqu'à sa mort en 1251.
En 1188, Berthold IV est nommé margrave d'Istrie sur la côte Adriatique et de Carniole, succédant à son père Berthold III. Dès après la destitution de Henri le Lion, duc de Bavière, en 1180, il apparaît comme « duc de Méranie » au rang de prince d'Empire, titre confirmé par l'empereur Frédéric Barberousse. Un partisan loyal de la maison de Hohenstaufen, il participe à la troisième croisade, dans laquelle l'empereur a trouvé la mort en 1190, et il prit le parti de Philippe de Souabe dans le conflit qui l'opposait à Otton de Brunswick dans l'accession au trône.

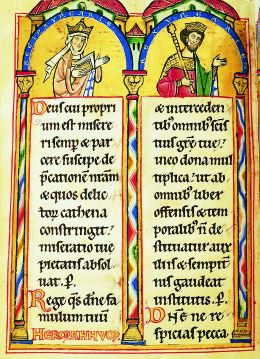
Gertrude et André II dans une miniature du XIIIe siècle.

Vers 1203, Gertude, comme les autres filles de Berthold, s'est mariée à un homme de la haute noblesse : André II Árpád, frère cadet du roi Imre de Hongrie. Avec le mariage, André II prend parti de Philippe de Souabe, tandis que son frère le roi Imre a soutenu Otton de Brunswick. En même temps, un litige a éclaté entre les frères ; André fut temporairement arrêté et Gertrude a été renvoyée à son père. Finalement, la mort d'imre et de son fils Ladislas III, en succession rapide, a ouvert la voie au couronnement d'André II qui a eu lieu à Pentecôte, le 29 mai 1205 à Székesfehérvár. 
Le roi André II tente de rétablir un régime centralisé, mais il doit faire face à des complots. Selon les chroniques, Gertrude, une femme ambitieuse qui conservait un solide sens de solidarité familiale, a exercé une forte influence sur son règne. En septembre 1213, lors d'un jour de chasse aux monts du Pilis organisé en l'honneur du duc Léopold VI d'Autriche, elle est cruellement assassinée par des seigneurs hongrois conduits par les bans de Bihar et de Pétervárad, jaloux de l'influence de ses favoris allemands. Alors que le roi, qui à ce moment mène une campagne en Galicie, retournait en Hongrie, il ne peut recevoir que ses enfants mineurs.
Gertrude est inhumée en l’ancienne abbaye de Pilis au nord-ouest de Budapest.

## Descendance
Elle donne naissance à cinq enfants :
1. Anne-Marie (1203-1237), épouse du tsar Ivan Asen II de Bulgarie ;
2. Béla IV (1206-1270), couronné roi de Hongrie en 1235 ;
3. Élisabeth (1207-1231), épouse du landgrave Louis IV de Thuringe, canonisée en 1235 ;
4. Coloman (1208-1241), prince de Galicie-Volhynie ;
5. André (1210-1234), prince de Galicie-Volhynie.

## Réception
L'assassinat de Gertrude a inspiré des œuvres littéraires notamment dans l'apparition du nationalisme au XIXe siècle, dont József Katona connu pour sa pièce Bánk bán (« Le ban Bánk ») sur laquelle est basée le livret de l'opéra du même nom du compositeur Ferenc Erkel.